# Елушата
 Елушата  — опустевшая деревня в Афанасьевском районе Кировской области в составе Бисеровского сельского поселения.

## География
Расположена на расстоянии примерно 30 км на север-северо-запад по прямой от районного центра поселка  Афанасьево на правобережье реки Кама.

## История
Известна с 1891 года как починок Камский (Елушонки) на 8 семей, в 1905 году здесь 10 дворов и 61 житель, в 1926 (деревня Елушатская) 12 и 70, в 1950 33 и 78, в 1989 оставалось 6 человек. Настоящее название утвердилось с 1978 года.  

## Население
Постоянное население составляло 3 человека (русские 100%) в 2002 году, 0 в 2010.